# Шефердия серебристая
Шефе́рдия серебри́стая, или бизонья ягода (лат. Shephérdia argéntea) — небольшой кустарник, вид рода Шефердия семейства Лоховые, происходящий из Северной Америки.
Растение распространено в диком виде в Южной Канаде (провинции Альберта, Саскачеван, Манитоба) и на северо-западе США, включая Северную Калифорнию и Нью-Мексико.

## Описание
Шефердия серебристая — листопадный кустарник высотой 2—6 м.
Листья овальные, закруглённые на концах, длиной 2—6 см, покрытые серебристым пушком с двух сторон, причём на нижней стороне сильнее, чем на верхней.
Цветки палевые с четырьмя чашелистиками, без лепестков.
Плод — ярко-красный мясистый сфалерокарпий, диаметром около 5 мм. Он съедобен, но имеет довольно горький вкус.
В растении в небольшой концентрации содержится тетрагидрогармол, в больших дозах действующий как психоделик.
В Россию шефердию завезли по инициативе И.В. Мичурина. В настоящее время ее культивируют в ботанических садах, на опытных станциях, в парках и скверах городов. Изредка ее можно встретить у садоводов-любителей в средней полосе России, на Кавказе, в Поволжье и Сибири. В Беларуси шефердия встречается в отдельных садах коллекционеров-любителей. Иногда из-за сходства с близкородственной облепихой шефердию называют американской облепихой. Ещё более часто с ней путают родственный вид - акигуми (лох зонтичный). Основные различия этих видов - двудомность шефердии и однодомность акигуми, так же у акигуми плоды более вытянуты, усыпаны заметными точками и не имеют на верхушке плода засохшей чашечки.